# Categorização
A categorização é o processo pelo qual ideias e objetos são reconhecidos, diferenciados e classificados, e consiste em organizar os objetos de um dado universo em grupos ou categorias, com um propósito específico. É um mecanismo fundamental para a razão, a comunicação, a cognição e a significação humana, estabelecendo bases para muitos dos mais importantes processos mentais, tais como a percepção, a representação, a linguagem,  e a aprendizagem.

## Categorização clássica
Para Ferrari (2016), no campo da linguagem, o processo da categorização é essencial. Pois, para falarmos do mundo que nos cerca, buscamos agrupar conjunto de objetos, atividades ou qualidades em classes específicas, ou seja, a um determinado conjunto de objetos semelhantes (mas não necessariamente idênticos) fazem parte de uma mesma categoria, esta apresenta um modelo prototípico, ou seja, o elemento que apresenta as características essenciais daquela classe.
Pensemos, por exemplo, na categoria "ave" (tem bico, duas asas, põe ovos, tem dois pés, possui penas), e levando em consideração o modelo prototípico ideal, pertencem a essa classe os seres que apresentam essas características como é o caso do sabiá, da andorinha, do pato, do pinguim, entre outros.
No entanto, se levarmos em consideração a noção de categorização clássica e objetivista, não podemos enquadrar alguns dos exemplos citados anteriormente, como o caso do pinguim, como ave, porque a visão clássica da categorização nos estudos filosóficos como, por exemplo, os de Aristóteles levavam em consideração apenas os traços essenciais, pois seriam esses traços que atestariam ou não o pertencimento de um elemento a uma determinada classe, ratificando a visão dicotômica pertence ou não pertence.
Para Santos (2010), a visão clássica de categorização apresenta uma ideia de verdade universal e seriam as nossas capacidades lógicas as responsáveis pelo nosso entendimento das coisas e, muitas categorias que usamos na construção de sentidos seriam preenchidas apenas pelos elementos possuidores dos traços essenciais e caso não os possuíssem, não seriam mais pertencentes a tal categoria.

## Categorização de pertencimento
A Análise de Categorização de Pertencimento (ACP) surgiu em uma pesquisa, realizada no final dos anos 1960, por Harvey Sacks e Harold Garfinkel. Para Sacks, a ideia de categorização de pertencimento refere-se a descrições de pessoas na linguagem cotidiana. Em suma, é uma maneira de entender como o mundo social funciona e como nós, membros deste mundo social, temos a capacidade de produzir sentido daquilo que acontece em nossa vida cotidiana.
Ainda segundo Sacks, a ACP é baseada principalmente na noção do entendimento de como ou porque fazemos o que fazemos. Além disso, a forma de nos posicionamos em relação ao outro por categorias fundamentadas no senso comum.
Qualquer pessoa pode ser descrita por uma grande variedade de categorizações de pertencimento. Como exemplo: atacante, cearense, pai de família, primeira da fila, etc. Ou seja, “qual categoria será acionada em contexto para descrever esta pessoa é uma questão de relevância contextual”.

## A revisão dos estudos sobre categorização e a teoria dos protótipos
A visão clássica foi questionada e reformulada por muitos estudiosos como Wittgenstein (1953) e Eleanor Rosch (1970), por exemplo. Para Wittgenstein os limites das categorias não são previsíveis e, por isso, as categorias não podem ser fechadas. Pensemos, por exemplo, a baleia ser categorizada como mamífero causa estranheza para alguns por não apresentar as características essenciais da classe de mamíferos e, ainda por cima, viver debaixo d’água, possuir nadadeiras, entre outros aspectos  que a faz parecer mais um ‘tipo de peixe”. Porém, ela possui o que o referido estudioso chama de características familiares dos mamíferos (parem, amamentam). Para Wittgenstein “a metáfora das semelhanças familiares destaca que os membros de uma categoria apresentam as mesmas relações de semelhança observadas entre os membros de uma família” (FERRARI, 2016, p. 33).
Já Eleanor Rosch (1970), psicóloga norte-americana, também reformulou a ideia clássica de categorização, adotando a ideia de protótipo dentro da categoria. “Esse trabalho foi iniciado com a pesquisa das cores, que foi chamado de estudo das cores básicas, evidenciando que as cores têm um foco central primário e nossa percepção cognitiva capta o ponto mais salutar da cor, ou seja, o ponto prototípico” (SANTOS, 2010, p. 05) Isso, aplicado à noção de categorização, leva-nos à percepção de que dentro de uma mesma classe  há elementos mais prototípicos, ou seja, apresentam maior número de características relacionadas à classe, e outros elementos mais periféricos, isto é, apresentam menor número de características condizentes à classe a que pertencem.
Retomemos o exemplo de ave novamente, segundo a ideia de protitipicidade de Rosch(1970): “ave” (tem bico, duas asas, põe ovos, tem dois pés, possui penas). Dentre os elementos citados anteriormente, numa escala de mais prototípico ao periférico temos:
- Andorinha (tem bico, duas asas, põe ovos, tem dois pés, possui penas, voa), ou seja, é um modelo prototípico de ave;
- Pato (tem bico, duas asas, põe ovos, tem dois pés que servem de nadadeiras, possui penas, nada, voa) é um modelo mais intermediário de ave;
- Pinguim (tem bico, duas asas atrofiadas, põe ovos, tem dois pés, não voa), é um modelo mais periférico da categoria ave.

Além de levar em consideração a questão prototípica e periférica dentro de uma mesma classe, o contexto também deve ser levado em consideração, pois como preza a Linguística Cognitiva, uma ideia experiencialista e de mente corporificada, a partir das nossas experiências psicológicas e sensório motoras com o mundo que podemos construir e inferir sentidos na e através da linguagem.

## Lista de Referências
1. ↑  Laipelt, Rita do Carmo Ferreira; Krebs, Luciana Monteiro; Laipelt, Rita do Carmo Ferreira; Krebs, Luciana Monteiro (abril de 2018). «Teorias da linguística cognitiva para pensar a categorização no âmbito da Ciência da Informação». Transinformação. 30 (1): 81–93. ISSN 0103-3786. doi:10.1590/2318-08892018000100007
2. ↑  «Categorização». Dicio. Consultado em 9 de novembro de 2022
3. ↑  «Formação de conceitos de leitura: relação com a cognição e os processos de significação». coral.ufsm.br. Consultado em 9 de novembro de 2022
4. ↑  https://periodicos.ufmg.br/index.php/pci/article/view/602 Em falta ou vazio |título= (ajuda)
5. ↑  FERRARI, Lilian (2016). Introdução à Linguística Cognitiva. São Paulo: Contexto. pp. 171 páginas
6. ↑  https://periodicos.ufmg.br/index.php/pci/article/view/919 Em falta ou vazio |título= (ajuda)
7. ↑  [Periodicos.pucminas.br/index.php/cadernoscespuc/article/download/8298/7179 Periodicos.pucminas.br/index.php/cadernoscespuc/article/download/8298/7179] Verifique valor |url= (ajuda) Em falta ou vazio |título= (ajuda)
8. ↑  Souza; Carvalho, Mariléia; Maria de Lourdes Guimarães (2013). «Categorização/Classificação». Cadernos CesPuc
9. ↑  «CATEGORIZAÇÃO – PARA ALÉM DA LÓGICA ARISTOTÉLICA | Falange Miúda - Revista de Estudos da Linguagem». Consultado em 9 de novembro de 2022
10. 1 2 3  Santos, Ricardo Yamashita (2010). «WITTGENSTEIN E A TEORIA DOS PROTÓTIPOS SOB A ÓTICA DA LINGUÍSTICA SOCIOCOGNITIVA». Linguasagem
11. ↑  Lima, Gercina Ângela Borém de Oliveira (16 de junho de 2010). «MODELOS DE CATEGORIZAÇÃO: Apresentando o modelo clássico e o modelo de protótipos». Perspectivas em Ciência da Informação. 15 (2): 108–122
12. ↑  SACKS, Harvey (1968). The Search For Help: No-One To Turn To'in SHNEIDMAN, E. S. New York: Science House Publishers
13. ↑  HOUSLEY; William, FITZGERALD; Richard (2002). Qualitative Research. [S.l.]: Sage Publications
14. ↑  HADOT, Pierre (2014). Wittgenstein e os Limites da Linguagem. São Paulo: Realizações. 210 páginas
15. ↑  (PDF) https://www.dl.ufscar.br/linguasagem/edicao14/art_10_ed14.pdf Em falta ou vazio |título= (ajuda)
16. ↑  FERRARI, Lilian (2016). Introdução à Linguística Cognitiva. São Paulo: Contexto. 171 páginas
17. 1 2 3  ROSCH, Eleanor (1978). Cognition and categorization. New Jersey: Lawrence Erlbaum. pp. 27–48
18. ↑  (PDF) https://commonweb.unifr.ch/artsdean/pub/gestens/f/as/files/4610/9778_083247.pdf Em falta ou vazio |título= (ajuda)
19. ↑  (PDF) http://pepsic.bvsalud.org/pdf/cc/v11/v11a13.pdf Em falta ou vazio |título= (ajuda)
20. ↑  Lima, Gerciana Ângela Borém (2007). «Categorização como um processo cognitivo» (PDF). Ciências & Cognição
21. ↑  Rizzatti, Cleonice Lucia (2001). «Da teoria prototípica da categorização de Rosch à teoria de protótipos de Kleiber». Revista Língua&Literatura (6 e 7): 11–26. ISSN 1984-381x Verifique |issn= (ajuda). Consultado em 9 de novembro de 2022
22. ↑  Rizzatti, Cleonice Lucia (2001). «Da teoria prototípica da categorização de Rosch à teoria de protótipos de Kleiber». Revista Língua&Literatura. 3 (6 e 7): 11–26. ISSN 1984-381x Verifique |issn= (ajuda)
23. ↑  http://www.revistas.uneb.br/index.php/pontosdeint/article/viewFile/2686/1816 Em falta ou vazio |título= (ajuda)

## Para se aprofundar um pouco mais...
- http://www.prohpor.org/semantica-apresentacao
- http://www.letras.ufmg.br/site/e-livros/Met%C3%A1foras%20do%20Cotidiano.pdf
- http://www.scielo.br/pdf/tinf/v30n1/2318-0889-tinf-30-1-0081.pdf
- https://revistas.ufrj.br/index.php/rl/issue/view/407/showToc
- https://periodicos.ufpe.br/revistas/INV/article/view/1618/1425
- https://revistas.ufpr.br/revistax/article/viewFile/32733/21399